# 마고 히데노리
마고 히데노리(일본어: 真子 秀徳, 1982년 8월 3일 ~ )는 일본의 전 축구 선수이다.

## 구단 경력
과거 파지아노 오카야마에서 활동하였다.